# Jorge Manicera
Jorge Carlos Manicera Fuentes (ur. 4 listopada 1938, zm. 18 września 2012) – piłkarz urugwajski noszący przydomek Calidad, obrońca, stoper. Wzrost 177 cm, waga 70 kg.
Jako piłkarz klubu Club Nacional de Football wziął udział razem z reprezentacją Urugwaju w finałach mistrzostw świata w 1966 roku, gdzie Urugwaj dotarł do ćwierćfinału. Manicera zagrał we wszystkich czterech meczach – z Anglią, Francją, Meksykiem i Niemcami.
Grał w klubach Rampla Juniors i Nacional oraz w Brazylii, w klubie CR Flamengo. Po powrocie z Brazylii kończył karierę w klubie Cerro.
Grając w Nacionalu dwukrotnie zdobył mistrzostwo Urugwaju – w 1963 i 1966 roku. Dotarł także do półfinału Copa Libertadores 1962, gdzie Nacional przegrał z Peñarolem oraz do finału Copa Libertadores 1967, gdzie uległ argentyńskiemu Racingowi.
Od 15 sierpnia 1962 do 1 lipca 1967 rozegrał w reprezentacji Urugwaju 21 meczów.
Nigdy nie wziął udziału w turnieju Copa América.